# Landero y Coss (municipalité)
La municipalité de Landero y Coss est l'une des 212 municipalités de l'État de Veracruz, et est située dans la partie centrale de cet État. Située à l'ouest du golfe du Mexique, la municipalité est assise sur les contreforts de la Sierra Madre orientale, et se trouve dans le bassin versant du fleuve côtier Río Misantla. Son chef-lieu est la ville éponyme de Landero y Coss. Elle appartient à la région administrative de Capital, qui est une des 10 subdivisions administratives de l'État de Veracruz, et qui comprend la capitale étatique, Xalapa.

## Géographie
La municipalité de Landero y Coss s'étend du nord au sud dans la bassin versant du fleuve côtier Río Misantla, qui forme sa limite nord-est, tandis que l'un de ses affluents la flanque au nord-ouest. Elle est assise sur la Sierra de Chiconquiaco, qui est un prolongement à l'est du massif de la Sierra Madre orientale, et son altitude oscille entre 900 et 2000 mètres. Son chef-lieu, la ville éponyme de Landero y Coss, se situe dans les confins sud-ouest de son territoire. Ce territoire couvre une superficie de 17,6 km2, et était peuplé en 2020 de 1543 habitants, pour une densité de 87,9 km2.
Cette municipalité est limitrophe au nord de celle de Misantla, à l'ouest de celle de Miahuatlán, au sud de celle d'Acatlán, et à l'est de celle de Chiconquiaco.

## Composition et démographie
La municipalité était composée en 2020 de 3 localités, dont aucune n'était considérée comme urbaine, toutes étant rurales.
| Localité         | Population |
| ---------------- | ---------- |
| Landero y Coss   | 1117       |
| Buena Vista      | 421        |
| Raicero          | 5          |
| Total population | 1543       |

En plus de l'espagnol, plusieurs langues amérindiennes sont parlées dans la municipalité, dont les principales sont par ordre d'importance : le totonaque et le nahuatl.

### Agriculture et élevage
La superficie des parcelles semées représentait en 2019 une surface totale de 338 hectares, intégralement voués à la culture du maïs.
En 2020, la production de viande par tonnes comprenait 96,4 tonnes de viande bovine, 95,2 tonnes de viande porcine, 16,6 tonnes de viande ovine, 5,2 tonnes de viande caprine, 19,2 tonnes de volailles, et 3,1 tonnes de dinde. La superficie vouée à l'élevage représentait alors 1163 hectares.